# Talsano-San Vito-Lama
Talsano-San Vito-Lama è la principale circoscrizione sud-orientale della città di Taranto.
Conta circa 50 000 abitanti. La circoscrizione, denominata Tre Terre, è formata dalle borgate (Talsano, San Vito e Lama), più altre contrade: Battaglia, Carelli, Sanarica, San Donato, Palumbo, Tramontone.

## Storia
I primi nuclei abitativi della zona si possono far risalire intorno al 1300 d.C. quando i Saraceni erano soliti effettuare pericolose incursioni e scorribande nei pressi del Golfo di Taranto, saccheggiando gli infedeli.
Un gruppo di monaci dell'ordine di San Basilio, per ovviare ai ripetuti attacchi, decise di costruire un tempio dove rifugiarsi (oggi detta Chiesa della Madonna di Tazzano, ampliata e ristrutturata intorno al 1800).
Intorno a questo tempio, decisero di insediarsi i primi abitanti, generalmente pastori e contadini, in alcune masserie-torri fortificate, che ancora oggi caratterizzano il territorio.
Queste prime abitazioni sorsero nell'attuale zona del Cimitero, allora denominata Talassano (termine greco che indica un ambiente paludoso vicino al mare), che collegava la Salina Grande al Mar Piccolo.
Le masserie erano dei nuclei auto-sufficienti, in grado di trasformare le materie prime offerte dal territorio (olivi, mandorli, vigneti, agrumeti, cereali, pastorizia).
Nel 1800, con la divisione del latifondo, questi pastori e contadini, che offrivano la loro opera nelle masserie, ottennero appezzamenti di terreno e i più fortunati poterono costruire una propria abitazione, denominata "rimessa", che si componeva di una stalla, un grande stanzone che doveva ospitare tutta la famiglia, la cucina e l'orto con il letamaio.
Dagli anni cinquanta, la naturale espansione della città ha urbanizzato le zone un tempo rurali, incrementando demograficaente i paesi.
Nel 2017 la locale squadra di Calcio,  L'ASD Neolux Mariano Gioielli Talsano,  che disputava le proprie partite interne presso lo Stadio di via Mediterraneo nella zona Tramontone,  centro' una storica promozione nel campionato Regionale Pugliese di Promozione che le consenti' di essere considerata dopo la scomparsa dell'Hellas Taranto la seconda formazione calcistica della città di Taranto. I suoi colori sociali sono il bianco e il verde.
Il 29 Aprile 2018 Il Talsano centro' una storica Salvezza in una splendida finale con il Copertino Calcio che le consenti' di mantenere la categoria.
Nell'agosto 2024, la societa'non si iscrisse al campionato regionale pugliese, sancendo la fine della rappresentanza calcistica dei Biancoverdi e della circoscrizione.